# Erin Levy
Erin Levy is een Amerikaanse scenarioschrijfster en tv-producente. In 2010 won ze samen met Matthew Weiner een Emmy Award voor de tv-serie Mad Men.

## Biografie
Erin Levy is de dochter van tv-scenarist Lawrence H. Levy, die in de jaren 1980 en '90 meewerkte aan bekende sitcoms als Who's the Boss?, Saved by the Bell en Seinfeld.
Aan de University of Southern California volgde ze een cursus scenarioschrijven aan en besloot ze in de voetsporen van haar vader te treden. Eén van haar leerkrachten tijdens de cursus was Matthew Weiner. Later werd ze de schrijfassistente van Weiner bij diens dramaserie Mad Men (2007–2015). Het duo won in 2010 samen een Emmy Award voor de aflevering "Shut the Door. Have a Seat".
In 2017 werkte Levy ook mee aan de Netflix-misdaadserie Mindhunter.

## Prijzen en nominaties
| Tv-serie | Prijs      | Jaar | Categorie                   | Uitslag     |
| -------- | ---------- | ---- | --------------------------- | ----------- |
| Mad Men  | Emmy Award | 2010 | Beste scenario (dramaserie) | Gewonnen    |
| Mad Men  | Emmy Award | 2013 | Beste dramaserie            | Genomineerd |
| Mad Men  | Emmy Award | 2014 | Beste dramaserie            | Genomineerd |
| Mad Men  | Emmy Award | 2015 | Beste dramaserie            | Genomineerd |
| Mad Men  | WGA Award  | 2010 | Beste dramaserie            | Gewonnen    |
| Mad Men  | WGA Award  | 2011 | Beste dramaserie            | Gewonnen    |
| Mad Men  | WGA Award  | 2011 | Beste drama-aflevering      | Gewonnen    |
| Mad Men  | WGA Award  | 2013 | Beste dramaserie            | Genomineerd |
| Mad Men  | WGA Award  | 2014 | Beste dramaserie            | Genomineerd |
| Mad Men  | WGA Award  | 2015 | Beste dramaserie            | Genomineerd |
| Mad Men  | WGA Award  | 2016 | Beste dramaserie            | Gewonnen    |

## Televisie
Als scenariste
- Mad Men (2007–2015)
- Mindhunter (2017)
- Counterpart (2018–2019)